# Jens Johler
Jens Johler (* 6. Januar 1944 in Neumünster) ist ein deutscher Schriftsteller, der in Berlin lebt und arbeitet.

## Leben
Aufgewachsen ist Johler in Hamburg. Nach der Ausbildung zum Schauspieler an der Münchner Otto-Falckenberg-Schule war er drei Jahre lang Ensemblemitglied am Theater Dortmund. Weiter spielte er Hauptrollen in dem Fernseh-Film Fluchtversuch und der Serie Humboldtschule. Danach schloss er ein Studium der Volkswirtschaftslehre an der FU Berlin an und war danach zunächst Wissenschaftlicher Assistent ebendort.
1972 gründete er zusammen mit Barbara Sichtermann, Peter Ober und anderen die Zeitschrift Schwarze Protokolle, die sich mit der Kritik am autoritären und diktatorischen Denken kommunistischer Theoretiker wie Lenin, Stalin, Trotzki und anderen befasste und sich schon frühzeitig Themen wie der Frauenemanzipation oder der Ökologie widmete.
Seine Erfahrungen aus dieser Zeit verarbeitete er in dem 68er-Roman Der Falsche, der in den Jahren 1967 bis 1974 spielt.
Seit 1982 arbeitet Jens Johler als freiberuflicher Autor. Er schrieb zunächst Features für den Hörfunk. Anfang der 90er Jahre wurden seine Komödien Zobels Tochter und Jetzt oder Nie in Berlin uraufgeführt. Es folgten Erzählungen und Romane.
1999 schrieb Johler zusammen mit Kai Sichtermann und Christian Stahl die Biographie der Rockband Ton Steine Scherben.
In den Jahren 2001 bis 2009 brachte Johler, zum Teil mit Co-Autoren, drei Wissenschaftsthriller heraus, Gottes Gehirn, Das falsche Rot der Rose und Kritik der mörderischen Vernunft.
2013 erschien sein Bach-Roman Die Stimmung der Welt.
2017 veröffentlichte er zusammen mit Kai Sichtermann dessen Autobiographie Vage Sehnsucht.
2022 erschien sein autobiographischer Roman Die Begegnung.

## Werke
- Jens Johler: Die Begegnung. Roman. BoD, 2022
- Kai Sichtermann, Jens Johler: Vage Sehnsucht – der Bassist von Ton Steine Scherben erzählt sein Leben. Martin Schmitz Verlag, Berlin 2017, 283 S., ISBN 978-3-927795-79-2.
- Jens Johler: Die Stimmung der Welt. Der Bach-Roman. Alexander Verlag, Berlin 2013, 352 S., ISBN 978-3-89581-320-7
- Jens Johler: Kritik der mörderischen Vernunft. Thriller 544 S., Ullstein TB, Berlin 2009, ISBN 3548269540
- Jens Johler & Christian Stahl: Das falsche Rot der Rose. Thriller 381 S., Europa Verlag, Hamburg 2004, ISBN 3203785765
- Jens Johler & Olaf-Axel Burow: Gottes Gehirn. Thriller 319 S., Europa Verlag, Hamburg 2001, ISBN 3203785757
- Kai Sichtermann/Jens Johler/Christian Stahl: Keine Macht für Niemand – Die Geschichte der Ton Steine Scherben. Schwarzkopf & Schwarzkopf, Berlin 2000, 315 S., ISBN 3-89602-333-0
- Jens Johler & Axel Olly: Bye bye, Ronstein. Roman, Luchterhand, München 1995. 160 S., ISBN 3-630-86868-1
- Jens Johler (Hrsg.): 'Das minimale Mißgeschick', Schadenfrohe Geschichten. Kiepenheuer & Witsch, Köln 1995, 251 S., ISBN 3-462-02431-0
- Jens Johler: Der Falsche. Roman. Luchterhand Literaturverlag, München 1994. 168 Seiten, ISBN 3-630-86837-1
- Jens Johler: Ein Essen bei Viktoria. Roman in Erzählungen. Luchterhand Literaturverlag, Hamburg 1993; 232 S., ISBN 3-630-86810-X
- Jens Johler: Der Geburtstag. dtv, München 1996, 121 S., ISBN 3-423-25112-3

### Dramen
- Zobels Tochter. Uraufführung 1990 in Berlin
- Jetzt oder Nie. Uraufführung 1991 in Berlin

### Essays
- Jens Johler, Barbara Sichtermann: Über den autoritären Geist des deutschen Theaters, Theater Heute, April 1968
- Jens Johler: Knigge, Castiglione und die Ehrlichkeit, Freibeuter 47, Wagenbach, Berlin 1991
- Jens Johler: Zur Menschenfrage – Rede eines freien Bürgers in zweieinhalb Jahrhunderten, FAZ, 29. Januar 2002
- Jens Johler, Christian Stahl: Fürchtet Euch nicht – Brief des Klons an seinen Vater, Frankfurter Allgemeine Sonntagszeitung, 22. Dezember 2002
- Jens Johler, Christian Stahl: Die falsche Warnung der Forscher, FAZ 22. November 2004